# Alfred Hagenunger
Alfred Hagenunger (* 19. Oktober 1877 in Triberg; † 11. November 1948 in Kenzingen) war ein deutscher Jurist und Politiker.

## Leben
Als Sohn eines Notars geboren, studierte Hagenunger Rechtswissenschaften an der Universität in Freiburg im Breisgau. Während seines Studiums wurde er 1896 Mitglied der Freiburger Burschenschaft Teutonia. 1902 wurde er zum Dr. iur. promoviert. Nach seinen Examina 1900 und 1903 wurde er Regierungsassessor in Donaueschingen, wo er sich derart gut führte, dass er, für einen Assessor äußerst ungewöhnlich, mit dem Orden vom Zähringer Löwen 2. Klasse ausgezeichnet wurde. 1912 wurde er Amtmann am Bezirksamt Karlsruhe, 1917 Oberamtmann, 1919 Bezirksamtsvorstand in Schönau. 1922 wurde er nach Stockach versetzt, wo er 1924 Landrat wurde. 1931 wurde er Landrat in Emmendingen. 1933 wurde er erst Mitglied der Deutschen Volkspartei (DVP), dann trat er zum 1. Mai 1933 der NSDAP bei (Mitgliedsnummer 3.091.706). 1945 wurde er entlassen.